# Збірна КНДР з хокею із шайбою
Збірна КНДР з хокею із шайбою — національна команда КНДР, що представляє країну на міжнародних змаганнях з хокею із шайбою. Опікується командою Хокейна асоціація КНДР. Найчастіше грають у третьому дивізіоні, на даний час займають 45 сходинку у рейтингу ІІХФ.

## Історія
Хокей із шайбою в Північній Кореї зародився на початку 50-х років XX століття у столиці Пхеньяні. Хокейна асоціація КНДР, заснована в 1955 році. Член ІІХФ з 8 серпня 1964 року, перший національний чемпіонат Північної Кореї відбувся у 1956 році. Національна збірна дебютувала на чемпіонаті світу 1974 року.

## Виступи на чемпіонаті світу
- 1974 — 22 місце (8 місце Група С)
- 1981 — 23 місце (7 місце Група C)
- 1983 — 24 місце (8 місце Група C)
- 1985 — 23 місце (7 місце Група C)
- 1986 — 23 місце (7 місце Група C)
- 1987 — 22 місце (6 місце Група C)
- 1989 — 22 місце (6 місце Група C)
- 1990 — 21 місце (5 місце Група C)
- 1991 — 23 місце (7 місце Група C)
- 1992 — 22 місце (2 місце Група C, підгрупа A)
- 1993 — 26 місце (6 місце Група C)
- 2002 — 41 місце (1 кваліфікація)
- 2003 — 35 місце (4 місце Дивізіон II, Група В)
- 2004 — 34 місце (3 місце Дивізіон II, Група В)
- 2005 — 34 місце (3 місце Дивізіон II, Група В)
- 2006 — 36 місце (4 місце Дивізіон II, Група В)
- 2007 — не брала участі, вилітила до III Дивізіону
- 2008 — 41 місце (1 Дивізіон III)
- 2009 — 39 місце (6 місце Дивізіон II, Група А)
- 2010 — 42 місце (1 місце Дивізіон III, Група B)
- 2011 — не брали участь
- 2012 — 42 місце (2 місце Дивізіон III)
- 2013 — 42 місце (2 місце Дивізіон III)
- 2014 — 42 місце (2 місце Дивізіон III)
- 2015 — 1 місце Дивізіон III
- 2016 — 5-е місце Дивізіон IIB
- 2017 — 4-е місце Дивізіон ІІВ
- 2018 — 4-е місце Дивізіон ІІВ
- 2019 — 6-е місце Дивізіон ІІВ
- 2024 — 2-е місце Дивізіон IIIB
- 2025 — 2-е місце Дивізіон IIIB